# Comuna Coroieni, Maramureș
Coroieni (sau Coruieni, ce și-a luat numele după întemeietorul său, Corui) este o comună în județul Maramureș, Transilvania, România, formată din satele Baba, Coroieni (reședința), Dealu Mare, Drăghia și Vălenii Lăpușului.

## Așezare
Comuna Coroieni este situată în partea de sud a județului Maramureș, la 60 de km față de reședinta județului Baia Mare și 15 km de orașul Târgu Lăpuș.

## Demografie
Componența etnică a comunei Coroieni
     Români (63,7%)
     Romi (32,28%)
     Alte etnii (0,37%)
     Necunoscută (3,65%)
Componența confesională a comunei Coroieni
     Ortodocși (79,66%)
     Penticostali (14,81%)
     Adventiști (1,07%)
     Alte religii (0,7%)
     Necunoscută (3,77%)
Conform recensământului efectuat în 2021, populația comunei Coroieni se ridică la 2.438 de locuitori, în creștere față de recensământul anterior din 2011, când fuseseră înregistrați 2.219 locuitori. Majoritatea locuitorilor sunt români (63,7%), cu o minoritate de romi (32,28%), iar pentru 3,65% nu se cunoaște apartenența etnică. Din punct de vedere confesional, majoritatea locuitorilor sunt ortodocși (79,66%), cu minorități de penticostali (14,81%) și adventiști (1,07%), iar pentru 3,77% nu se cunoaște apartenența confesională.

## Politică și administrație
Comuna Coroieni este administrată de un primar și un consiliu local compus din 11 consilieri. Primarul, Gavril Ropan[*], de la Partidul Național Liberal, este în funcție din 2004. Începând cu alegerile locale din 2024, consiliul local are următoarea componență pe partide politice:
|  | Partid                          | Consilieri | Componența Consiliului | Componența Consiliului | Componența Consiliului | Componența Consiliului | Componența Consiliului |
|  | ------------------------------- | ---------- | ---------------------- | ---------------------- | ---------------------- | ---------------------- | ---------------------- |
|  | Partidul Național Liberal       | 5          |                        |                        |                        |                        |                        |
|  | Partidul Social Democrat        | 3          |                        |                        |                        |                        |                        |
|  | Uniunea Salvați România         | 2          |                        |                        |                        |                        |                        |
|  | Alianța pentru Unirea Românilor | 1          |                        |                        |                        |                        |                        |

## Istoric
Dintre satele aparținătoare comunei se pare că Baba are cea mai mare vechime, cu atestare documentară la 1357.

## Vezi și
- Biserica de lemn din Dealu Mare, Maramureș
- Biserica de lemn din Drăghia

## Galerie de imagini

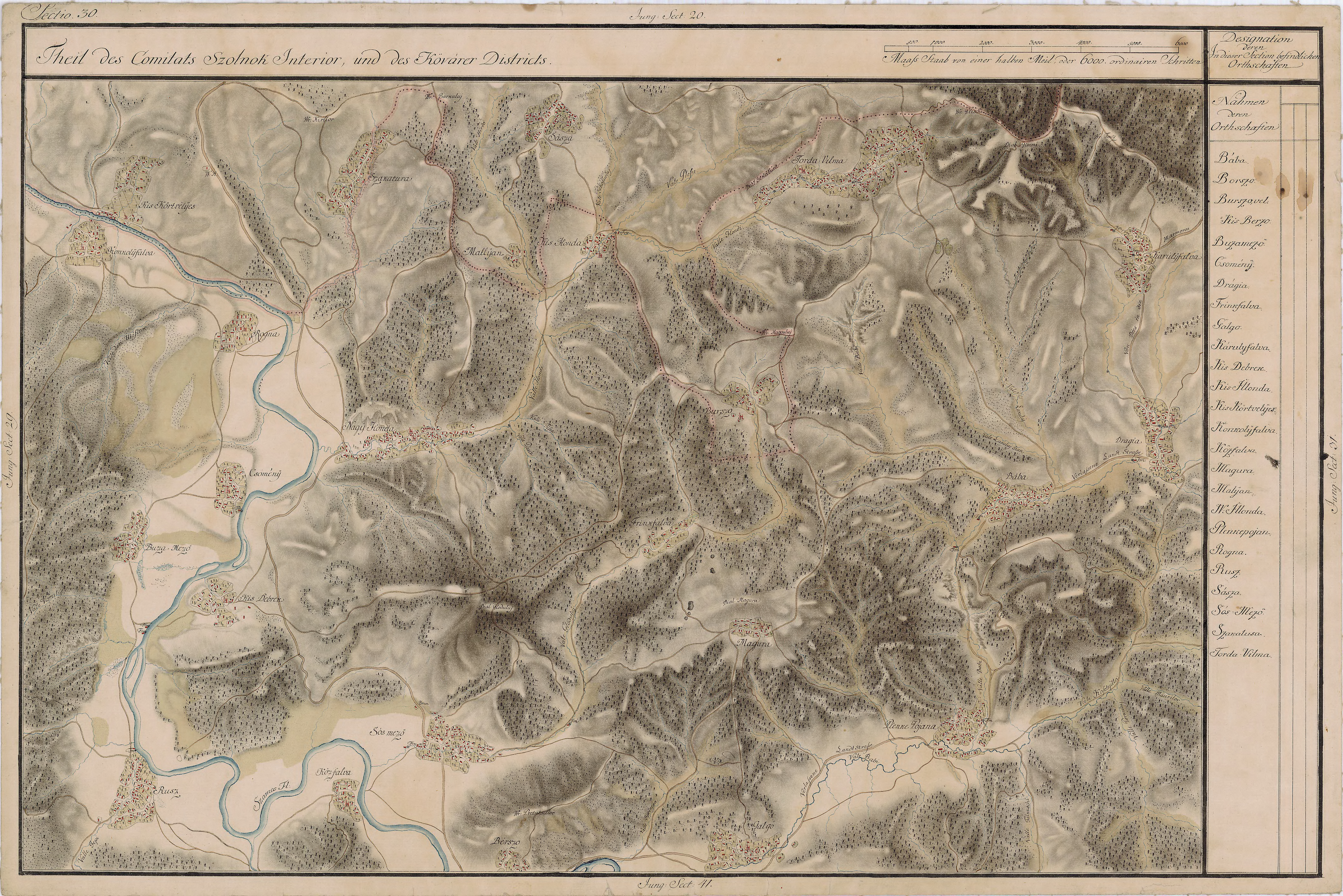
Coroieni în Harta Iosefină a Transilvaniei, 1769-1773
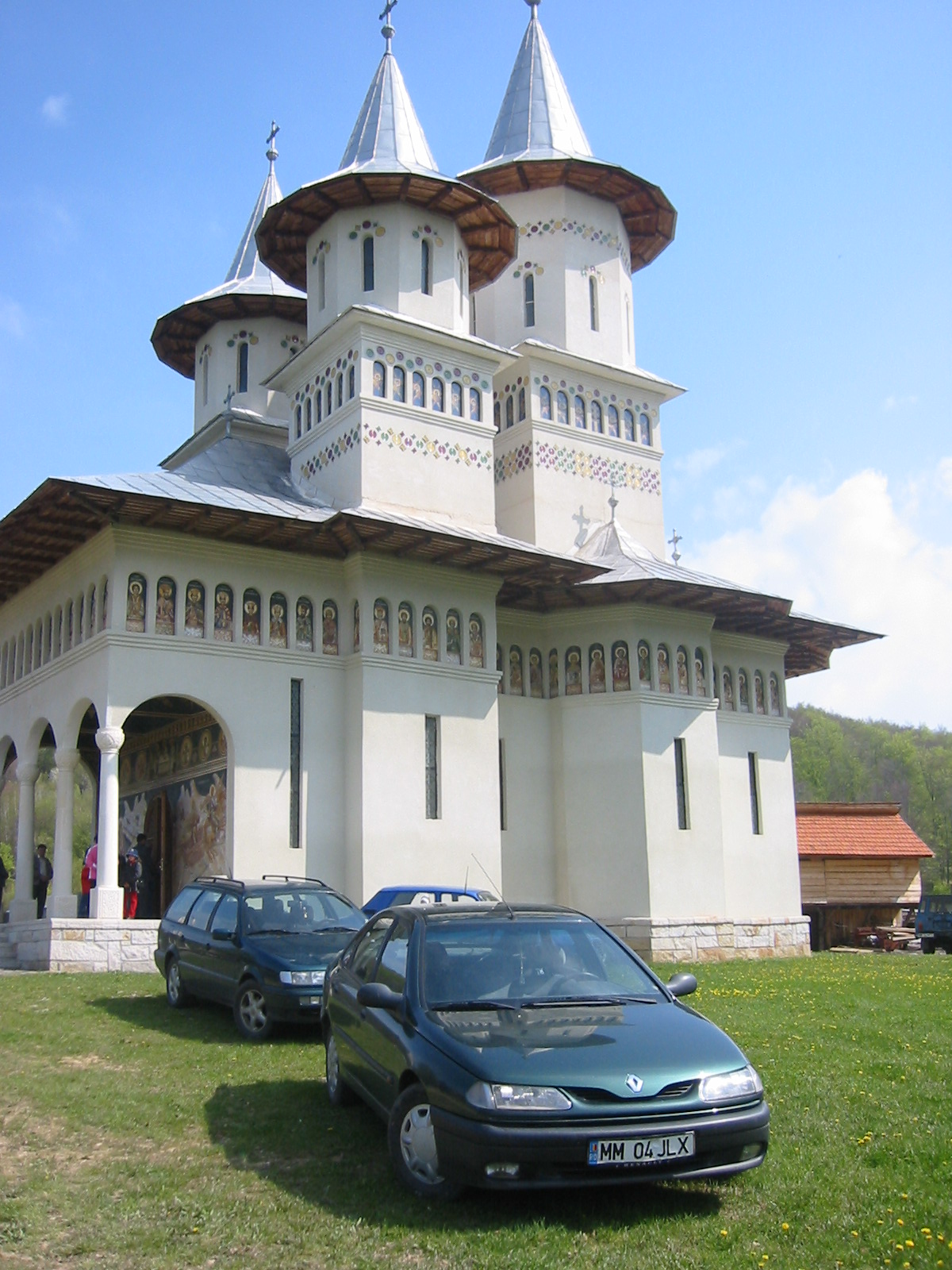
Coroieni (Mănăstirea Dealu Mare)
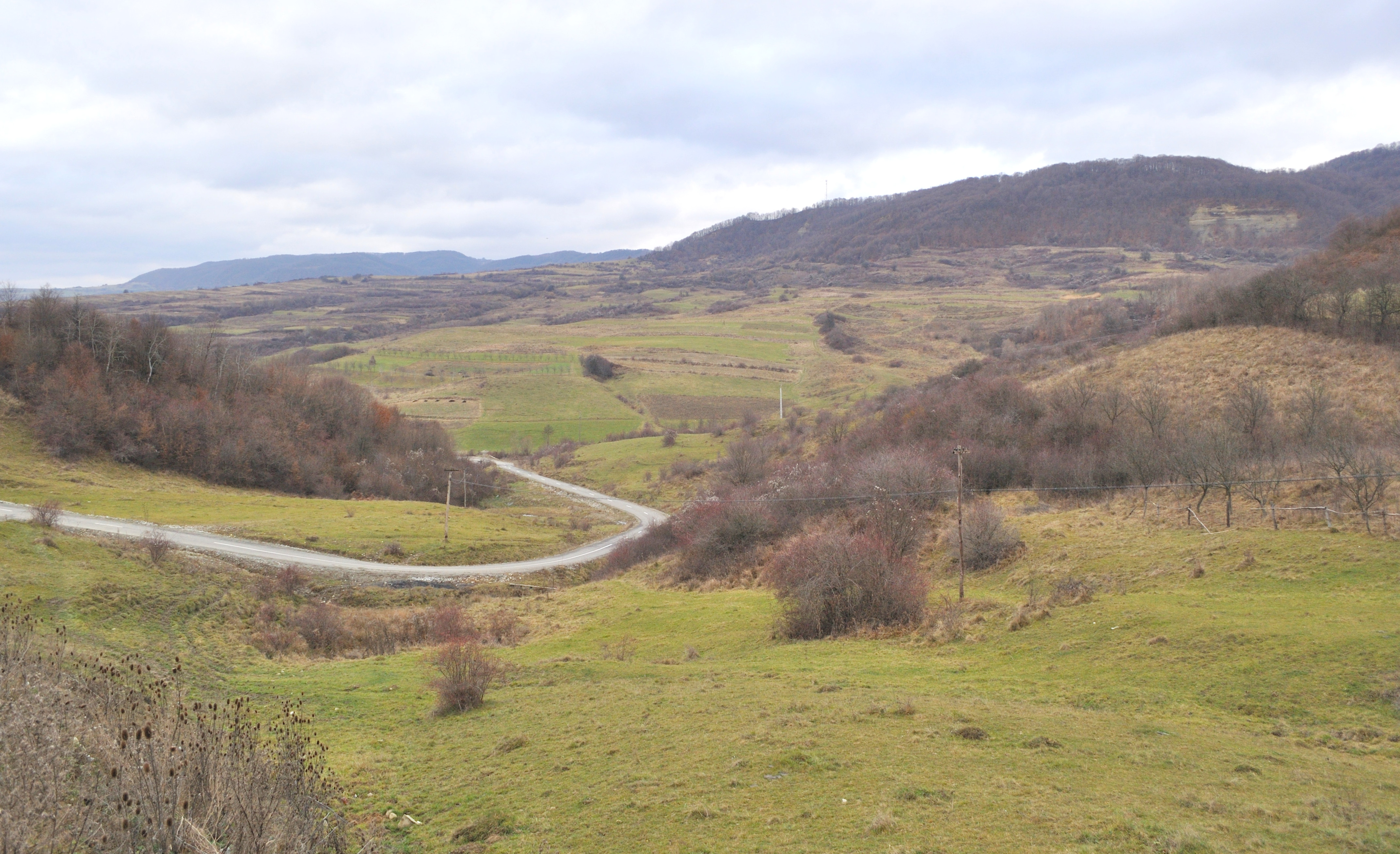
Drumul spre Dealu Mare
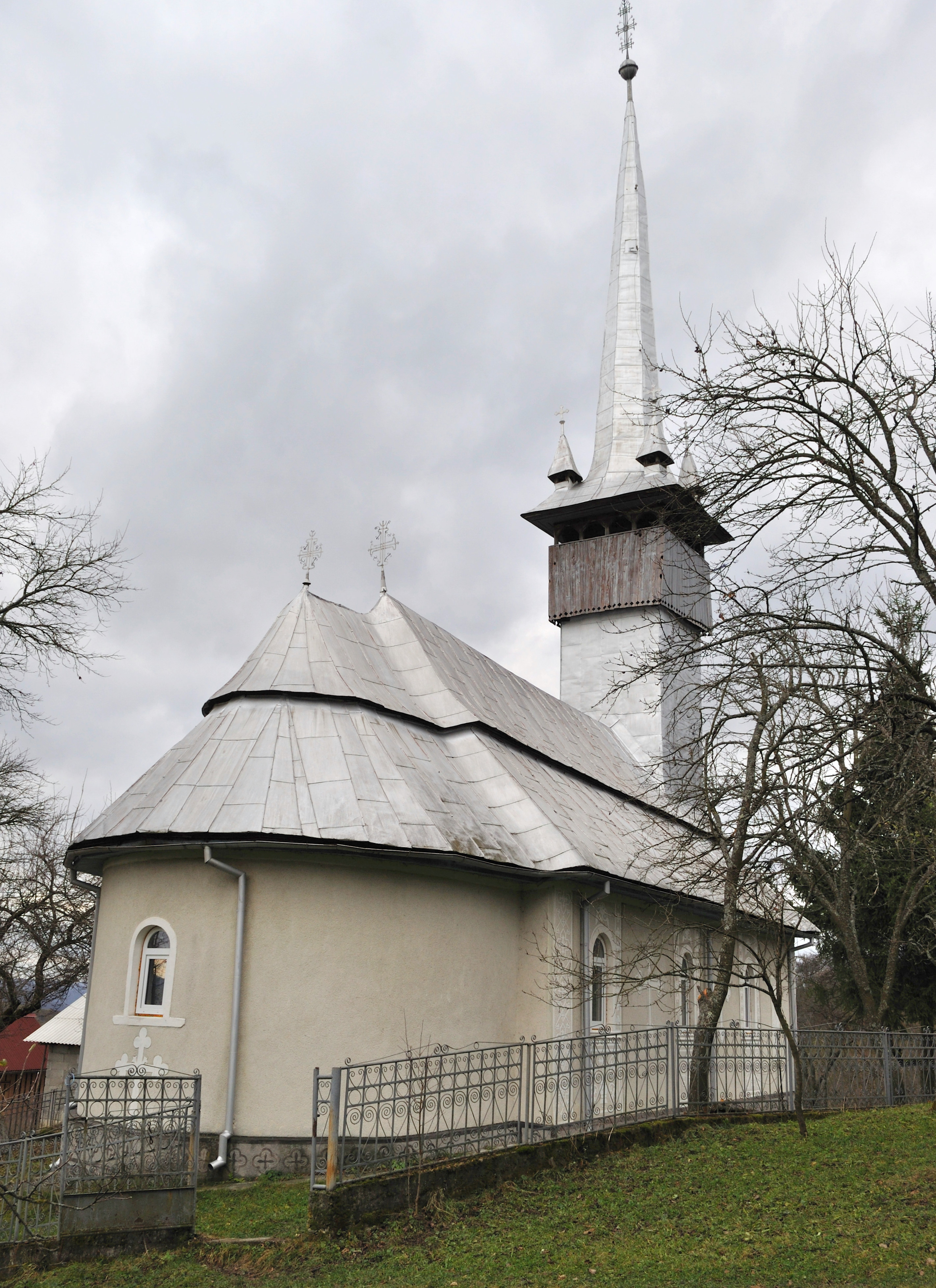
Biserica de lemn „Sfinții Arhangheli Mihail și Gavriil” din Dealu Mare
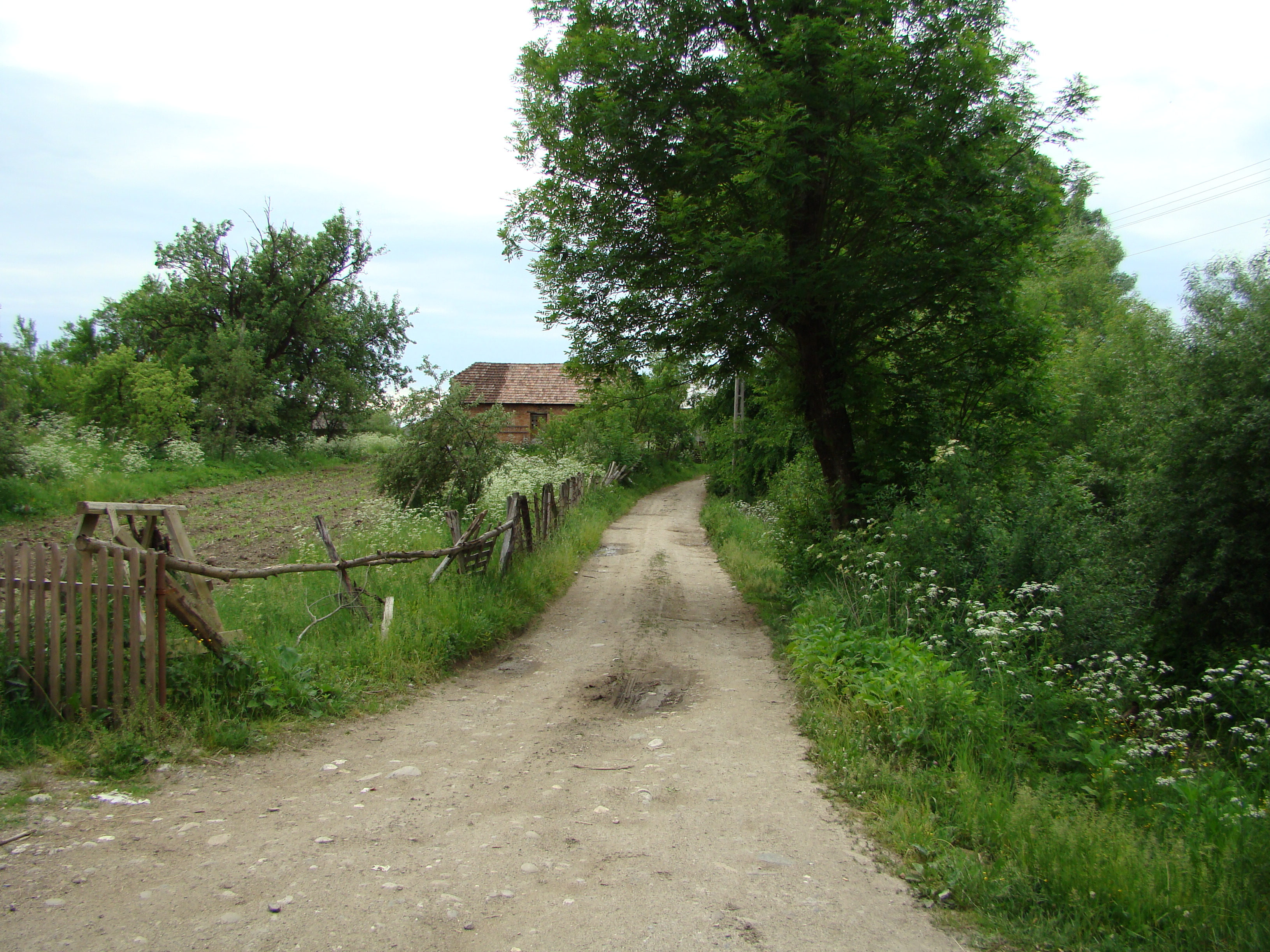
Drăghia
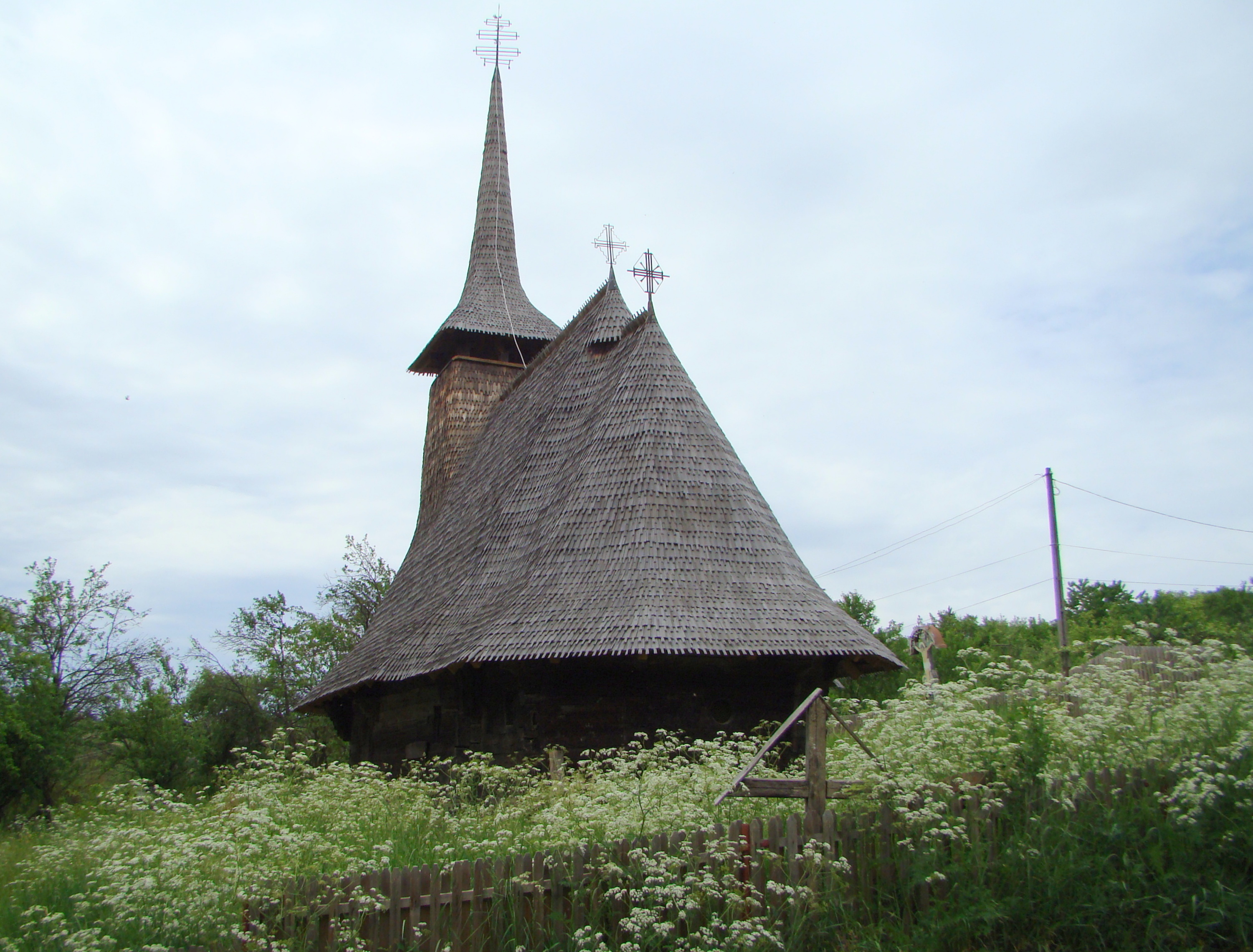
Biserica de lemn din Drăghia
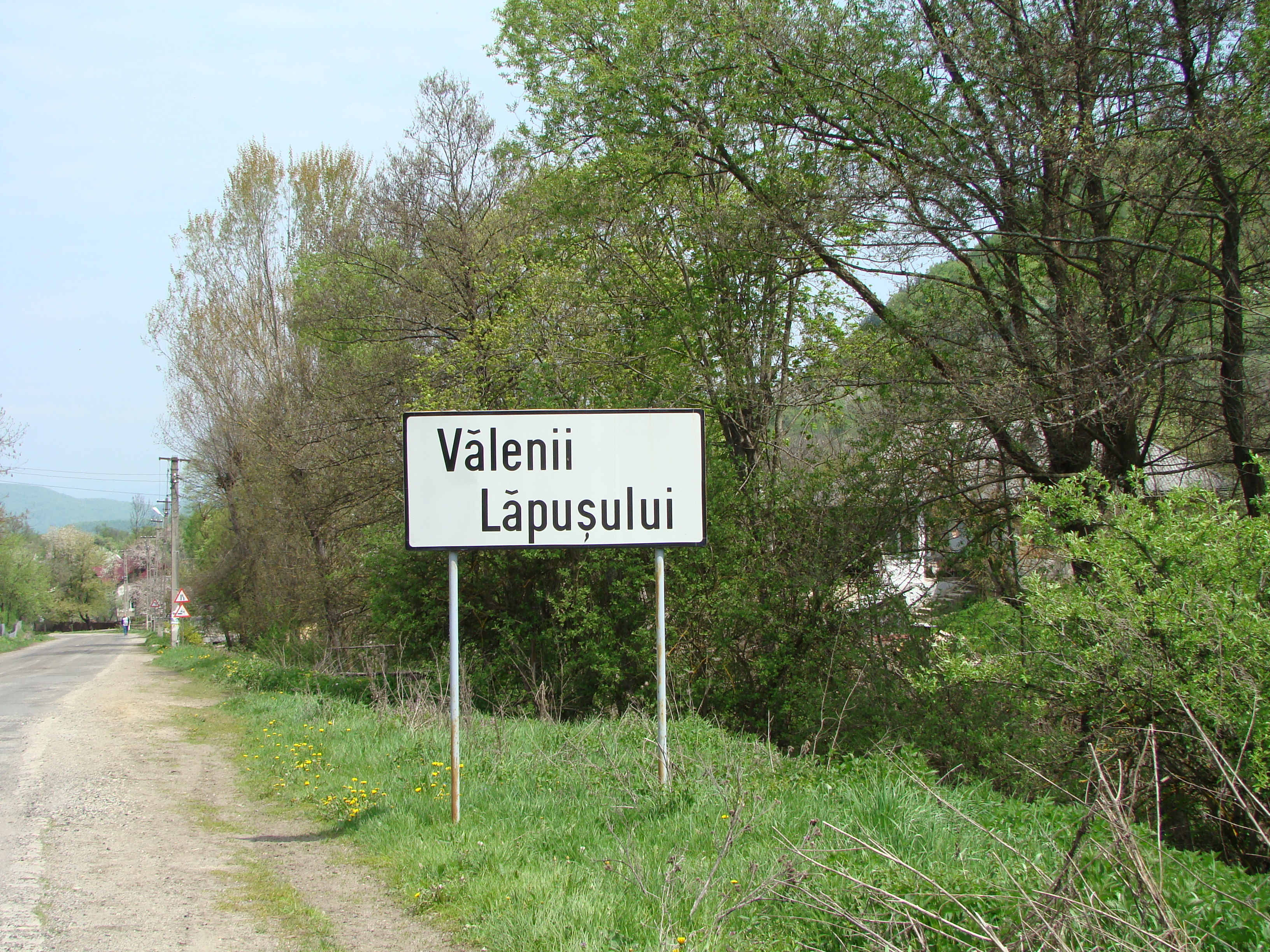
Vălenii Lăpușului
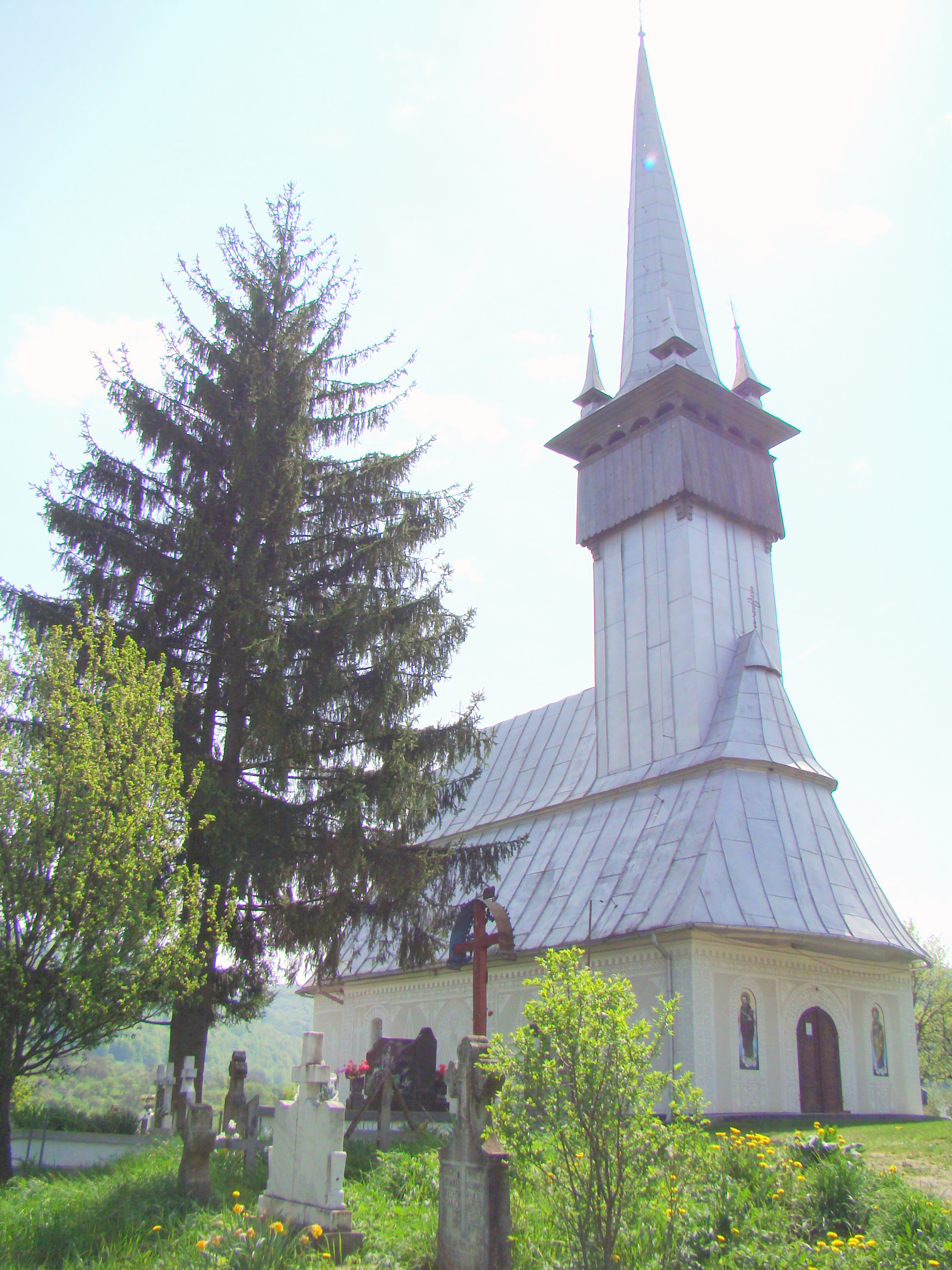
Biserica „Nașterea Maicii Domnului” din Vălenii Lăpușului